# Антонюк, Любовь Адамовна
Любовь Адамовна Антонюк (бел. Любоў Адамаўна Антанюк; 28 апреля 1949, Ломыш — 6 января 2006) — советская и белорусская учёная-лингвист, специалист в области белорусского языкознания. Доктор филологических наук (1992), профессор (1997).

## Биография
Окончила Мозырский государственный педагогический институт имени Н. К. Крупской (специальность «Русский язык и литература») в 1970 году. С 1970 году сотрудник Института языкознания имени Якуба Коласа АН БССР. С 1991 года преподаватель кафедры современного белорусского языка филологического факультета Белорусского государственного университета. С 1998 года — заведующая кафедрой белорусоведения Академии управления при Президенте Республики Беларусь.
Любовь Адамовна изучала грамматику белорусского языка, а также становление, развитие и функционирование белорусской терминологии. Является автором таких книг, как «Белорусская научная терминология: Формирование, структура, упорядочение, конструирование, функционирование», «Белорусский язык: специальная лексика. Авторский курс лекций», «Сочетаемость слов в белорусском языке», «Специальная лексика белорусского языка. Терминология» и др.
Супруг — доктор философских наук Георгий Александрович Антонюк. Дети — Надежда (р. 1972), Марина (р. 1977), Александр (р. 1989).

## Научные работы
- Белорусская терминология (становление, развитие, структура) : автореферат диссертации … доктора филолологических наук : 10.02.02 / Антонюк Любовь Адамовна. — Минск, 1992.
- Лексико-грамматические категории совместного и взаимного действия в современном белорусском литературном языке : автореферат диссертации … кандидата филологических наук : 10.02.02 / Антонюк Любовь Адамовна. — Минск, 1974.